# 3. brigada 7. divizije (NOVJ)
Za druge 3. brigade glejte 3. brigada.
3. brigada 7. divizije je bila brigada v sestavi Narodnoosvobodilne vojske in partizanskih odredov Jugoslavije in ki je delovala med drugo svetovno vojno na področju Kraljevine Jugoslavije.

## Organizacija
- štab
- 3x bataljon